# UFO: Enemy Unknown
UFO: Enemy Unknown (amerikansk titel X-Com: UFO Defense) är ett strategispel utgivet av Microprose Interactive 1993. Spelet handling börjar den 1 januari 1999, då utomjordingar anfaller jorden, och spelaren för befäl över X-Com, det internationella initiativet för att slå tillbaka invasionen.
Bakgrundshistorien börjar 1998, då rapporter om siktade ufon blir allt vanligare, och folk försvinner. Japan gör en egen enhet som ska slå tillbaka utomjordingarna, men den läggs ner fem månader senare, utan att ha skjutit ner ett enda ufo. Man inser att man måste samarbeta internationellt, och man bildar X-com (Extraterrestrial Combat Unit) som stöds ekonomiskt av de samarbetande länderna.
Denna enhet består av de bästa soldaterna, forskarna och teknikerna och har den bästa teknologi människan kan erbjuda.
Spelet spelas delvis i ett realtidsperspektiv där man har en översikt över jorden. Därutöver kan man placera baser, beordra flyganfall och utföra stridsoperationer. I baserna kan man sedan bygga radarstationer, hangarer och liknande. Själva striderna är turordningsbaserade, och bygger på karaktärernas tidsenheter. Man kontrollerar en pluton soldater som skickas till en plats där ett ufo skjutits ned, eller någon typ av utomjordisk aktivitet rapporterats. Varje handling en soldat ska göra kräver en viss mängd tidsenheter och varje soldat har endast ett visst antal. Det gäller att hushålla med tidsenheterna och också se till att spara ett lämpligt antal så att soldaterna har en chans att reagera under fiendens rond.
Spelet är också baserat på jakt efter ytterligare resurser; vid varje uppdrag får man möjlighet att ta för sig av utomjordiska metaller, (Elerium-115), instrument och vapen. Dessa kan man sedan utföra laborationer på i sitt labb för att utveckla ny teknologi, eller sälja för att få tag i mer pengar. Spelets slutgiltiga mål är att utplåna utomjordingarna vid deras hembas på Mars.
X-COM: Terror from the Deep (förkortat TFTD bland fans) är en uppföljare men nu attackerar utomjordingarna från havet. Eftersom man nu bara kan bemöta dem under havet måste man övervaka en större del av jordens yta. Dessutom är året 2040, och det är nu nya nationer man får pengar från; "Euro-syndicate", "Egyptian Cartel", "Federated Korea" och "Scandinavia" är några exempel.
X-COM: Apocalypse utspelar sig efter den förra invasionen. Jordens biosfär är förstörd och man har byggt ett antal enorma städer i de beboeliga områdena. Man ska skydda en av dem: Megas Primus, som invaderas av utomjordingar.
X-COM: Interceptor utspelar sig år 2067 då jordens resurser är nästan uttömda. I ett område med massor av stjärnor, kallad "Vildmarken" tänker människan bosätta sig. Några bekanta utomjordingar från "First alien war" är dock redan där och vill inte förhandla om det. Människan måste utkämpa ett interstellärt krig mot de här varelserna, vilket X-COM får sköta.
XCOM: Enemy Unknown är en nylansering av spelserien, släppt i oktober 2012 till PC, Playstation och Xbox. 